# Маду, Кингсли
Кингсли Маду (англ. Kingsley Madu; род. 12 декабря 1995, Нигерия) — нигерийский футболист, защитник. Выступал в сборной Нигерии.

## Карьера

### Клубная карьера
Кингсли начал заниматься футболом в клубе «ГБС Академи», в 2013 году дебютировал за «Эль-Канеми Уорриорс», выступавший в высшем футбольном дивизионе Нигерии.
13 января 2013 года Маду подписал трёхлетний контракт со словацким клубом «Тренчин».
Дебютный матч в новом клубе нигериец провёл 1 марта 2014 года, выйдя в стартовом составе во встрече с «Жилиной». Спустя семь дней в игре чемпионата со «Злате Моравце» Маду был удалён с поля за два предупреждения, однако «Тренчин» смог в меньшинстве довести встречу до победы.
24 июля 2014 года защитник дебютировал в еврокубках, выйдя на замену в перерыве встречи квалификационного раунда Лиги Европы против сербской «Войводины». 5 октября 2014 нигериец отметился первым забитым мячом в чемпионате.
По итогам сезона 2014/15 Кингсли в составе «Тренчина» удалось сделать «золотой дубль», выиграв чемпионат и кубок Словакии.

### Карьера в сборной
В составе молодёжной сборной Нигерии Маду принимал участие в молодёжном чемпионате мира 2013 в Турции. На турнире защитник провёл все четыре матча своей команды, которая в 1/8 финала уступила уругвайцам.

## Достижения
«Тренчин»
- Чемпион Словакии (2): 2014/15, 2015/16
- Обладатель Кубка Словакии (2): 2014/15, 2015/16